# 金祐鎮
金 祐鎮（キム・ウジン、朝鮮語: 김우진/金祐鎭、1897年9月19日 - 1926年8月4日）は、日本統治時代の朝鮮の詩人、劇作家。本貫は安東金氏。号は焦星（チョソン、초성）、水山（スサン、수산）。

## 略歴
1897年9月19日、李氏朝鮮で全羅南道の長城にて、務安郡の監理であった金星圭（父）と順天朴氏（母）のもと、長男として生まれた。
木浦公立普通学校（現: 木浦北橋初等学校）を卒業後渡日し、日本の熊本農業学校（現: 熊本県立熊本農業高等学校）を経て、1924年に早稲田大学英文科を卒業した。
1920年代には『劇芸術協会』と『同友会巡回演劇団』を主導した。また、西洋の表現主義の文芸理論を翻訳し、紹介した。
1926年8月4日午前4時ごろ、尹心悳と共に対馬海峡にて2人で連絡船『徳寿丸』から投身し29歳で亡くなった。

## 主要作品
- <정오(正午)>
- <이영녀(李永女)>
- <산돼지 (戯曲)>